# Маркін Семен Григорович
Семен Григорович Ма́ркін (нар. 30 квітня 1912, Кроми — пом. 18 грудня 1978, Київ) — український радянський графік і педагог; член Спілки радянських художників України.

## Біографія
Народився 30 квітня 1912 року в місті Кромах (нині селище міського типу Орловської області, Росія). Упродовж 1931—1936 років навчався в Одеському художньому інституті у Мойсея Муцельмахера, Михайла Жука. 1936 року вступив до Київського художнього інституту, навчання в якому закінчив у 1945 році. Був учнем Олексія Шовкуненка.
Протягом 1966—1978 років викладав у Київському художньому інституті. Жив у Києві в будинку на вулиці Червоноармійській № 12, квартира № 4. Помер у Києві 18 грудня 1978 року.

## Творчість
Працював у галузі станкової та книжкової графіки, майстер олівцевого малюнка. Серед робіт:
- серія «Пейзажі Одеси» (1937);
- серія «У колгоспі» (1947);
- серія «Околиці Києва» (1961—1969);
- «На галявині» (1964);
- «У сонячний день» (1966);
- «Верби» (1967);
- «У лісі» (1968);
- «Біля лісового озера» (1969).

Проілюстрував книги:
- «Повісті Бєлкіна» Олександра Пушкіна (Москва; Ленінград, 1936);
- «Записки мисливця» Івана Тургенєва (Харків, 1947).

Брав участь у республіканських виставках з 1937 року, всесоюзних — з 1957 року, зарубіжних — з 1956 року.